# Żyrmuny (gmina)
Żyrmuny (1919 Żyrmiany) – dawna gmina wiejska istniejąca do 1939 roku w województwie nowogródzkim w Polsce (obecnie na Białorusi). Siedzibą gminy było miasteczko Żyrmuny (373 mieszk. w 1921 roku).
W okresie międzywojennym gmina Żyrmuny należała do powiatu lidzkiego w woj. nowogródzkim.
1 kwietnia 1927 roku dokonano wymiany części terenów pomiędzy gminą Żyrmuny a gminą Mackiszki. 11 kwietnia 1929 roku do gminy Żyrmuny przyłączono część obszaru zniesionych gmin Mackiszki i Siedliszcze, natomiast części obszaru gminy Żyrmuny włączono do gminy Lipniszki oraz do nowo utworzonej gminy Woronowo.
Po wojnie obszar gminy Żyrmuny został odłączony od Polski i włączony do Białoruskiej SRR.